# Nick Allegretti
Nick Allegretti (Frankfort, 21 aprile 1996) è un giocatore di football americano statunitense che milita nel ruolo di offensive guard per i Washington Commanders della National Football League (NFL).

## Carriera

### Kansas City Chiefs
Allegretti fu scelto dai Kansas City Chiefs nel corso del settimo giro (216º assoluto) del Draft NFL 2019. Debuttò come professionista subentrando nella settimana 6 contro gli Houston Texans e chiuse la sua stagione da rookie con 7 presenze, nessuna delle quali come titolare. Il 2 febbraio 2020 scese in campo nel Super Bowl LIV contro i San Francisco 49ers che i Chiefs vinsero per 31-20, conquistando il primo titolo dopo cinquant'anni.

### Washington Commanders
Il 14 marzo 2024 Allegretti firmò un contratto triennale del valore di 16 milioni di dollari con i Washington Commanders.

## Palmarès
- Super Bowl : 3

Kansas City Chiefs: LIV, LVII LVIII
- American Football Conference Championship: 4

Kansas City Chiefs: 2019, 2020, 2022, 2023